# Günter Kuhfuß
Günter Friedrich Kuhfuß (* 31. Januar 1926 in Dortmund; † 2. Februar 2001 in Mainz) war ein deutscher Jurist und Kommunalpolitiker (SPD). Er war Stadtdirektor der Stadt Duderstadt, Oberkreisdirektor des Landkreises Osterode am Harz und Oberbürgermeister der Stadt Worms.

## Leben
Nach dem Abschluss der Realschule in Dortmund absolvierte er eine Ausbildung zum gehobenen Dienst in der Finanzverwaltung. Es folgten Arbeitsdienst, Kriegsdienst und Kriegsgefangenschaft. 1946–49 besuchte er das Gymnasium in Schwerte und legte dort 1949 die Abiturprüfung ab. Anschließend studierte er an der Westfälischen Wilhelms-Universität in Münster Rechtswissenschaften und mit einem Stipendium an der Sorbonne in Paris sowie an der Hochschule für Verwaltungswissenschaften in Speyer. Er beendete sein Studium durch Ablegen des ersten und zweiten juristischen Staatsexamens sowie 1956 durch seine Promotion zum Doktor beider Rechte. Nach kurzen Tätigkeiten bei einem Anwalt in Frankreich sowie als Jurist beim Landschaftsverband Westfalen-Lippe wurde er 1959 parteiübergreifend zum Stadtdirektor der Stadt Duderstadt gewählt und trat dieses Amt zum 1. April 1959 an. 1962 wurde Kuhfuß zum Oberkreisdirektor des Landkreises Osterode am Harz gewählt.
1967 erfolgte die parteiübergreifende Wahl zum Oberbürgermeister der Stadt Worms am Rhein. In seiner Amtszeit erwirkte er die Ansiedlungen verschiedener großer Industriebetriebe in Worms sowie den Bau zahlreicher Schulzentren sowie des neuen Stadtkrankenhauses auf der Hochheimer Höhe. Darüber hinaus fielen in diese Zeit auch die Eingemeindungen der Stadt Pfeddersheim und der Gemeinden Abenheim, Heppenheim an der Wiese, Ibersheim, Rheindürkheim und Wiesoppenheim. 1968 begründete er die Städtepartnerschaft mit der französischen Stadt Auxerre. Die Städtepartnerschaft mit St Albans, Großbritannien, vertiefte er und leitete 1976 die Anbahnung der Städtepartnerschaft zu Mobile, Alabama, ein. Das Amt des Oberbürgermeisters hatte Kuhfuß bis zum 29. November 1977 inne.
Nachdem er aus dem aktiven Dienst als Kommunalbeamter ausgeschieden war, widmete sich Kuhfuß Lehrtätigkeiten an verschiedenen Hochschulen, darunter an der Fachhochschule Worms und der European Business School. Darüber hinaus arbeitete er fünf Jahre als Geschäftsführer bei der Forschungsgesellschaft für Angewandte Naturwissenschaften (FGAN) in Wachtberg bei Bonn. 1991–93 wirkte er als Kommunalberater der Thüringischen Landesregierung am Neuaufbau der thüringischen Kommunalverwaltung mit, anschließend hatte er eine ähnliche Position in Dresden inne.
Günter Kuhfuß war der Ur-Ur-Enkel des Schriftstellers und Liedtexters Hermann Adam von Kamp aus Mülheim an der Ruhr.

## Auszeichnungen
- Officier des Ordre des Palmes Académiques (16. August 1975)

## Ehrenamt
- Lektor und ab 1994 Prädikant der Evangelischen Kirche in Hessen und Nassau

## Schriften
- Wesen, Begriff und Erscheinungsformen der Sondergerichtsbarkeit. Münster 1956 (Dissertation).
- Die Bildung von Großgemeinden – Ein Weg zur Verwaltungsreform, in: Der Städtebund, Heft 10, 1966, S. 197 ff.
- Die Bemühungen zur Verwaltungsreform in den westdeutschen Flächenstaaten während der letzten fünf Jahre in: Rechtsfragen der Gegenwart: Festgabe für Wolfgang Hefermehl zum 65. Geburtstag. Stuttgart, Kohlhammer 1972. S. 107–157
- Neue Gemeindeordnung in Rheinland-Pfalz, in: Der Bayerische Bürgermeister, Juni 1974
- Wirtschaftlicher Aufschwung braucht rechtsstaatliche Basis. "Arbeitgeber"-Interview mit Günter Kuhfuß, in: Der Arbeitgeber 22. Februar 1991, S. 127–130
- Vorläufige Kommunalordnung für das Land Thüringen. Deutscher Gemeindeverlag, Stuttgart 1992.
- Leitfaden für freiwillige Gemeindezusammenarbeit/Gemeindezusammenschlüsse im Freistaat Sachsen: Eine Handreichung für Städte und Gemeinden. Sächsischer Städte- und Gemeindetag, Dresden 1993 (mit Erwin Niermann und Erich Rehn).